# Lodève
Lodève (Lodeva, en occitan) est une commune française située dans le nord du département de l'Hérault, en région Occitanie.
Exposée à un climat méditerranéen, elle est drainée par la Lergue, la Soulondres, le Laurounet, le ruisseau du Mas de Mérou et par divers autres petits cours d'eau. La commune possède un patrimoine naturel remarquable composé de deux zones naturelles d'intérêt écologique, faunistique et floristique.
Lodève est une commune urbaine qui compte 7 202 habitants en 2022. Elle est ville-centre de l'agglomération de Lodève et fait partie de l'aire d'attraction de Lodève. Ses habitants sont appelés les Lodévois ou Lodévoises. 

## Géographie

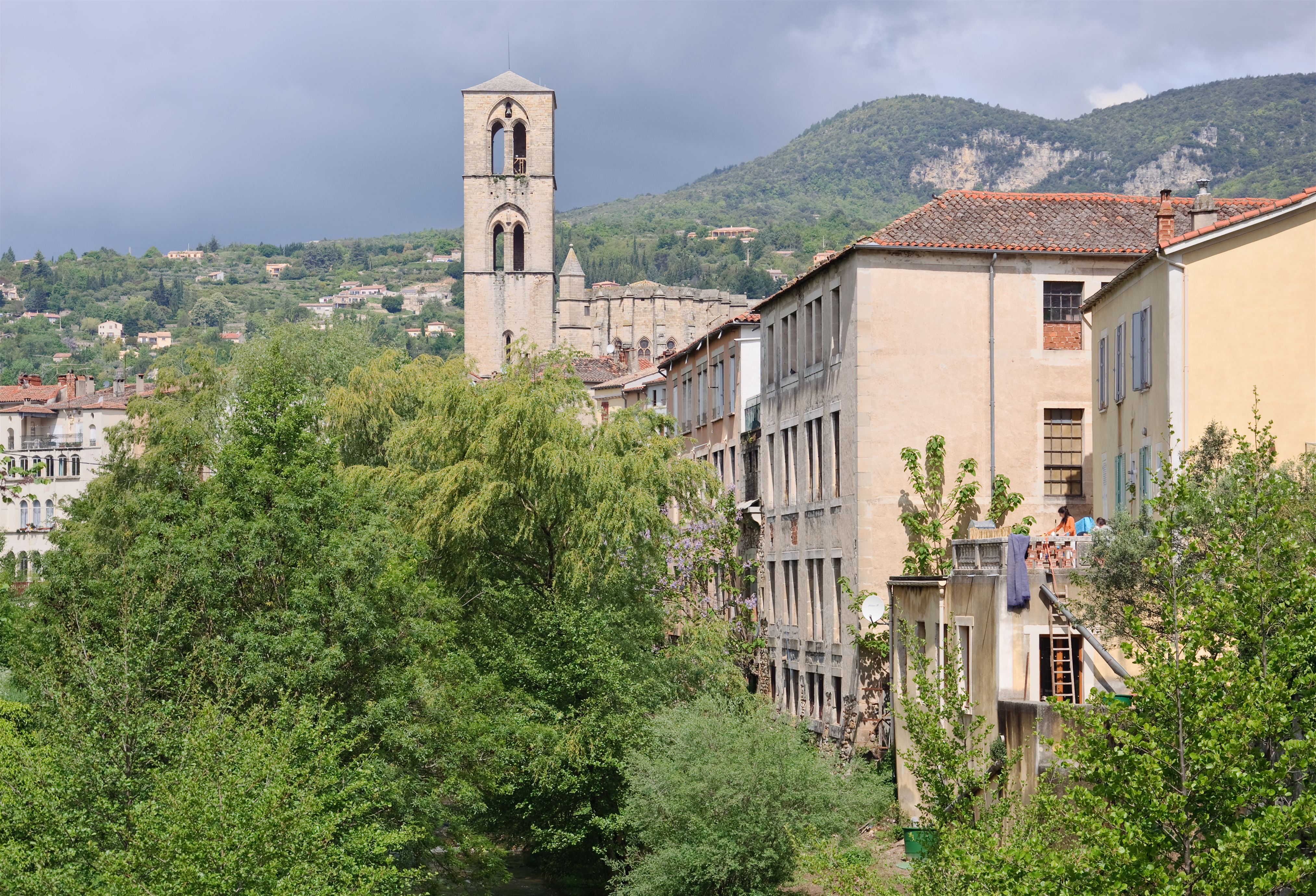
Maisons au bord de la Soulondre, dominées par la cathédrale Saint-Fulcran.

Lodève se situe dans l'arrière-pays héraultais, à 45 km de sa préfecture, Montpellier, par l'est et à 50 km de Béziers par le sud. Elle est distante d'environ 80 km de la mer Méditerranée et se trouve sur l'axe autoroutier A75 allant vers Millau (Aveyron) à 60 km, Marvejols (Lozère) à 120 km, Aurillac (Cantal) à 210 km, Le Puy-en-Velay (Haute-Loire) à 280 km et à 330 km de Clermont-Ferrand (Puy-de-Dôme). Le territoire de Lodève (Lodévois) se situe au pied du Massif central (région des Causses) auquel on accède par le pas de l'Escalette, à 12 km au nord de la ville. La commune est située dans la vallée étroite de la Lergue (affluent du fleuve Hérault), au pied du Causse du Larzac et à 8 km du lac du Salagou. La cité était une étape pour rallier, avant l'ascension du Pas de l'Escalette, la province du Rouergue.
C'est le chef-lieu de l'aire urbaine de Lodève et de l'unité urbaine de Lodève.

### Communes limitrophes
Les communes limitrophes sont Le Bosc, Fozières, Lauroux, Lavalette, Olmet-et-Villecun, Les Plans, Poujols, Le Puech, Soubès, Soumont et Lunas-les-Châteaux.
| Lauroux (5.72 / 8,33 km) Les Plans (4.25 / 5,81 km)                                     | Poujols (3.75 / 6,05 km)  | Soubes (4.58 / 5,90 km) Fozières (3.82 / 5,46 km) Saint-Privat (8.93 / 13,93 km) |
| Joncels (10.06 / 17,38 km)                                                              | Lodève                    | Soumont (2.87 / 5,93 km)                                                         |
| Lunas (10.36 / 14,27 km) Lavalette (5.82 / 11,10 km) Olmet-et-Villecun (3.07 / 5,43 km) | Le Puech (4.12 / 5,65 km) | Le Bosc (5.77 / 10,83 km)                                                        |

### Climat
Pour des articles plus généraux, voir Climat de l'Occitanie et Climat de l'Hérault.
En 2010, le climat de la commune est de type climat méditerranéen franc, selon une étude s'appuyant sur une série de données couvrant la période 1971-2000. En 2020, Météo-France publie une typologie des climats de la France métropolitaine dans laquelle la commune est exposée à un climat méditerranéen et est dans la région climatique  Provence, Languedoc-Roussillon, caractérisée par une pluviométrie faible en été, un très bon ensoleillement (2 600 h/an), un été chaud (21,5 °C), un air très sec en été, sec en toutes saisons, des vents forts (fréquence de 40 à 50 % de vents > 5 m/s) et peu de brouillards.
Pour la période 1971-2000, la température annuelle moyenne est de 14 °C, avec une amplitude thermique annuelle de 16,3 °C. Le cumul annuel moyen de précipitations est de 998 mm, avec 7,8 jours de précipitations en janvier et 2,8 jours en juillet. Pour la période 1991-2020, la température moyenne annuelle observée sur la station météorologique la plus proche, située sur la commune de Soumont à 3 km à vol d'oiseau, est de 15,0 °C et le cumul annuel moyen de précipitations est de 968,5 mm,. Pour l'avenir, les paramètres climatiques de la commune estimés pour 2050 selon différents scénarios d'émission de gaz à effet de serre sont consultables sur un site dédié publié par Météo-France en novembre 2022.

### Géologie

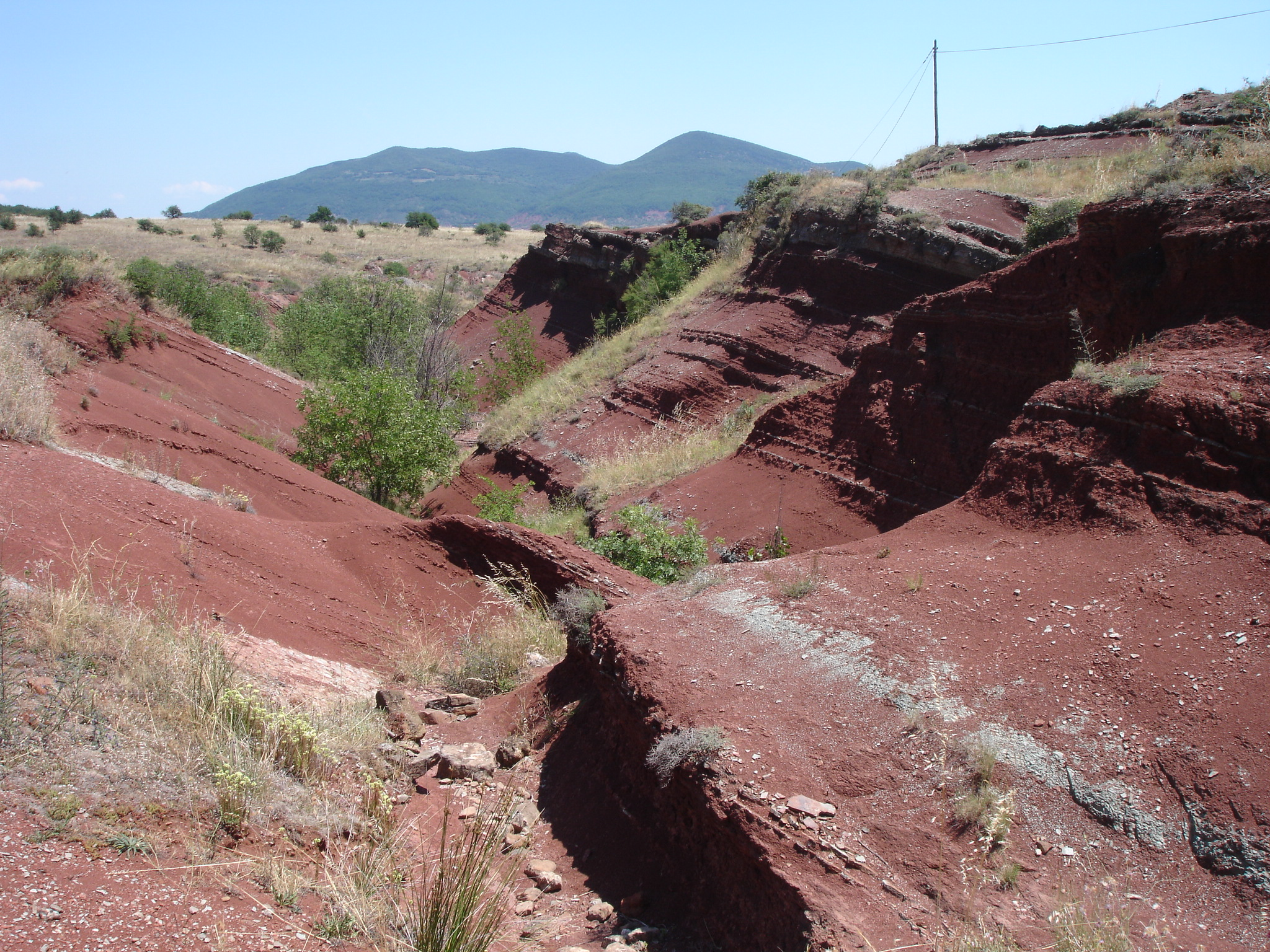
Bassin permien d'argilite de Lodève.

La géologie de Lodève et de sa région est particulièrement riche. Le bassin permien de Lodève est constitué d'une alternance de couches d'argilites rouges et de niveaux gréseux.
Sur le site de la Lieude, au bord du lac du Salagou, on peut observer des empreintes de pré-mammifères du Permien, ainsi que des fentes de dessiccation datant également de cette époque.

### Milieux naturels et biodiversité

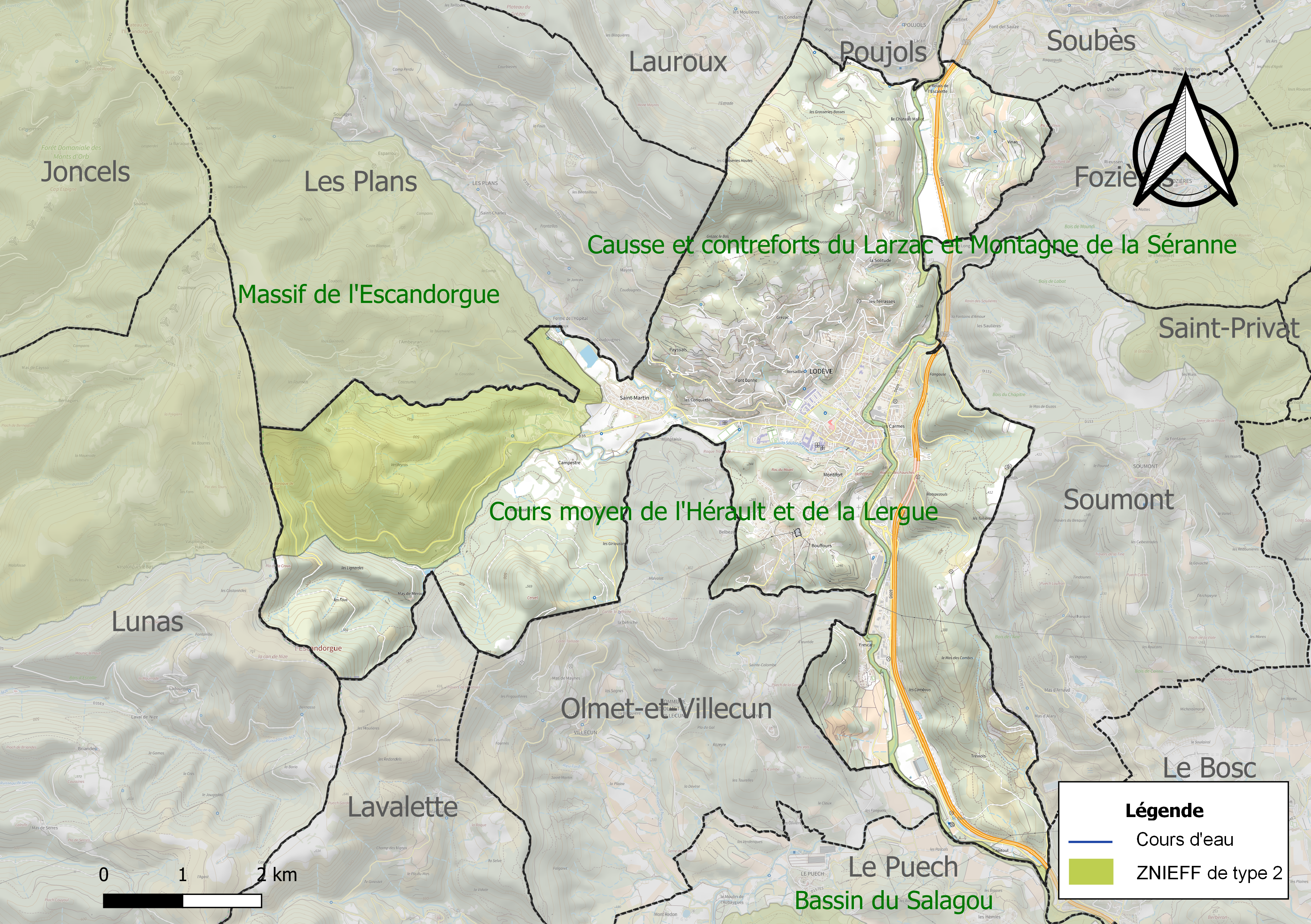
Carte des ZNIEFF de type 2 localisées sur la commune.

L’inventaire des zones naturelles d'intérêt écologique, faunistique et floristique (ZNIEFF) a pour objectif de réaliser une couverture des zones les plus intéressantes sur le plan écologique, essentiellement dans la perspective d’améliorer la connaissance du patrimoine naturel national et de fournir aux différents décideurs un outil d’aide à la prise en compte de l’environnement dans l’aménagement du territoire.
Deux ZNIEFF de type 2 sont recensées sur la commune :
- le « cours moyen de l'Hérault et de la Lergue » (976 ha), couvrant 22 communes du département[10] ;
- le « massif de l'Escandorgue » (7 245 ha), couvrant 7 communes du département[11].

## Urbanisme

### Typologie
Au 1er janvier 2024, Lodève est catégorisée petite ville, selon la nouvelle grille communale de densité à sept niveaux définie par l'Insee en 2022.
Elle appartient à l'unité urbaine de Lodève, une agglomération intra-départementale regroupant huit  communes, dont elle est ville-centre,,. Par ailleurs la commune fait partie de l'aire d'attraction de Lodève, dont elle est la commune-centre,. Cette aire, qui regroupe 19 communes, est catégorisée dans les aires de moins de 50 000 habitants,.

### Occupation des sols
L'occupation des sols de la commune, telle qu'elle ressort de la base de données européenne d’occupation biophysique des sols Corine Land Cover (CLC), est marquée par l'importance des forêts et milieux semi-naturels (60,1 % en 2018), en augmentation par rapport à 1990 (56,1 %). La répartition détaillée en 2018 est la suivante : 
forêts (44,8 %), zones agricoles hétérogènes (21,5 %), milieux à végétation arbustive et/ou herbacée (15,3 %), zones urbanisées (14,1 %), zones industrielles ou commerciales et réseaux de communication (2,1 %), cultures permanentes (1,2 %), terres arables (1,1 %). L'évolution de l’occupation des sols de la commune et de ses infrastructures peut être observée sur les différentes représentations cartographiques du territoire : la carte de Cassini (XVIIIe siècle), la carte d'état-major (1820-1866) et les cartes ou photos aériennes de l'IGN pour la période actuelle (1950 à aujourd'hui).

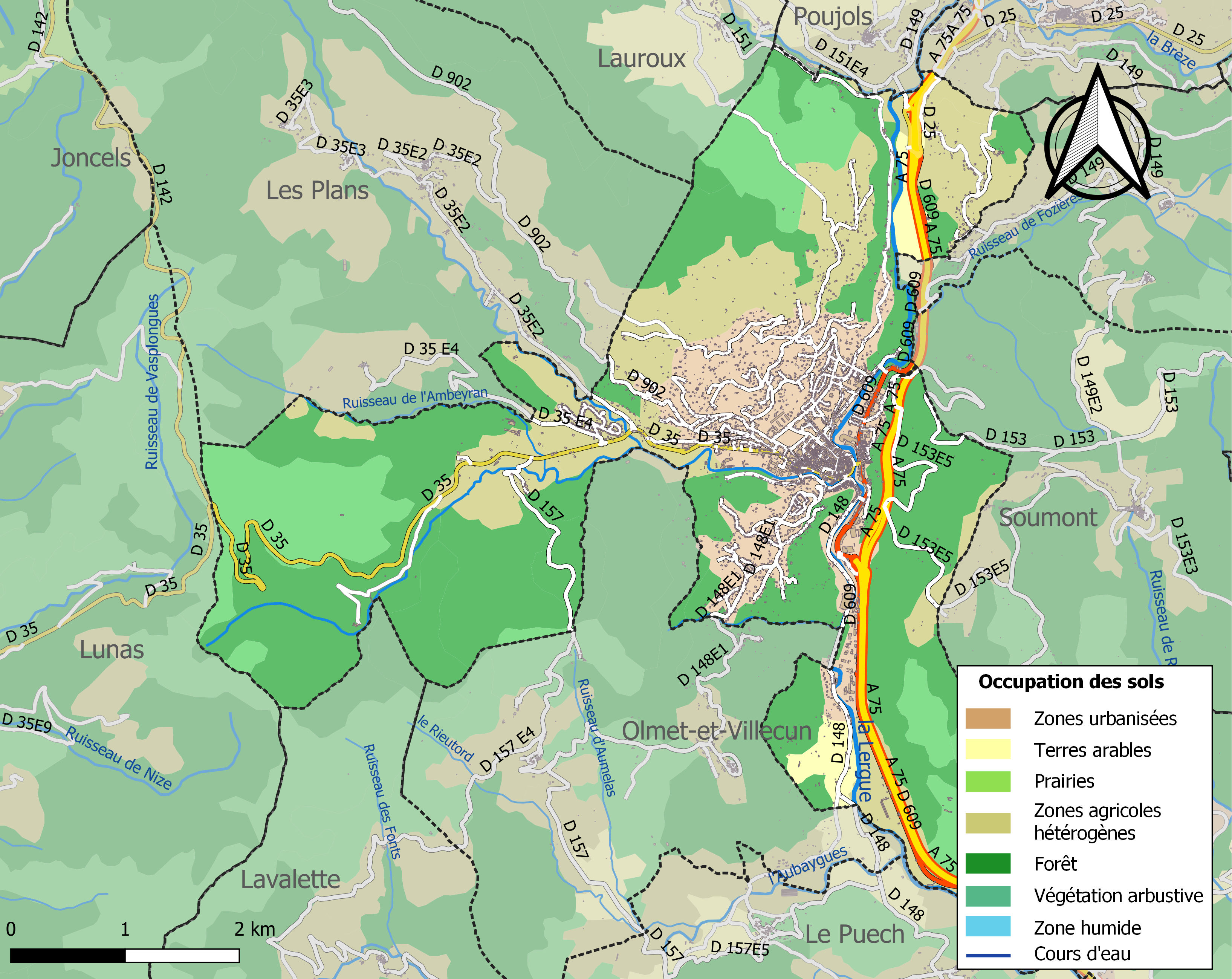
Carte des infrastructures et de l'occupation des sols de la commune en 2018 (CLC).

### Risques majeurs
Le territoire de la commune de Lodève est vulnérable à différents aléas naturels : météorologiques (tempête, orage, neige, grand froid, canicule ou sécheresse), inondations, feux de forêts, mouvements de terrains et séisme (sismicité très faible). Il est également exposé à un risque technologique, le transport de matières dangereuses, et à deux risques particuliers : le risque minier et le risque de radon. Un site publié par le BRGM permet d'évaluer simplement et rapidement les risques d'un bien localisé soit par son adresse soit par le numéro de sa parcelle.

#### Risques naturels
Certaines parties du territoire communal sont susceptibles d’être affectées par le risque d’inondation par débordement de cours d'eau, notamment la Lergue. La commune a été reconnue en état de catastrophe naturelle au titre des dommages causés par les inondations et coulées de boue survenues en 1982, 1992, 1995, 1996, 1997, 2003, 2004, 2006, 2014 et 2015,.
Lodève est exposée au risque de feu de forêt. Un plan départemental de protection des forêts contre les incendies (PDPFCI) a été approuvé en juin 2013 et court jusqu'en 2022, où il doit être renouvelé. Les mesures individuelles de prévention contre les incendies sont précisées par deux arrêtés préfectoraux et s’appliquent dans les zones exposées aux incendies de forêt et à moins de 200 mètres de celles-ci. L’arrêté du 25 avril 2002 réglemente l'emploi du feu en interdisant notamment d’apporter du feu, de fumer et de jeter des mégots de cigarette dans les espaces sensibles et sur les voies qui les traversent sous peine de sanctions. L'arrêté du 11 mars 2013 rend le débroussaillement obligatoire, incombant au propriétaire ou ayant droit,.

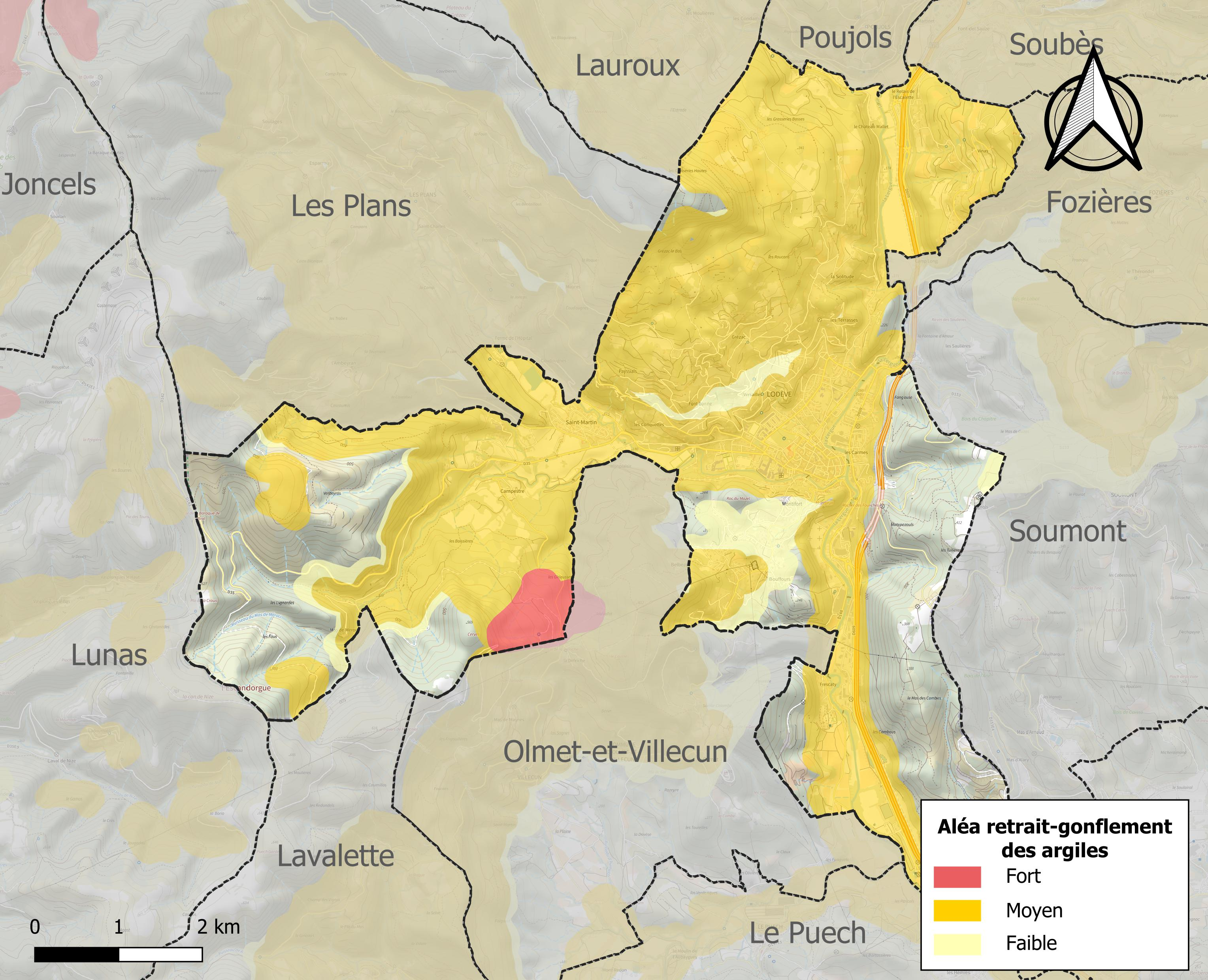
Carte des zones d'aléa retrait-gonflement des sols argileux de Lodève.

La commune est vulnérable au risque de mouvements de terrains constitué principalement du retrait-gonflement des sols argileux. Cet aléa est susceptible d'engendrer des dommages importants aux bâtiments en cas d’alternance de périodes de sécheresse et de pluie. 66,1 % de la superficie communale est en aléa moyen ou fort (59,3 % au niveau départemental et 48,5 % au niveau national). Sur les 1 974 bâtiments dénombrés sur la commune en 2019, 1 628 sont en aléa moyen ou fort, soit 82 %, à comparer aux 85 % au niveau départemental et 54 % au niveau national. Une cartographie de l'exposition du territoire national au retrait gonflement des sols argileux est disponible sur le site du BRGM,.
Par ailleurs, afin de mieux appréhender le risque d’affaissement de terrain, l'inventaire national des cavités souterraines permet de localiser celles situées sur la commune.
Concernant les mouvements de terrains, la commune a été reconnue en état de catastrophe naturelle au titre des dommages causés par des mouvements de terrain en 2015.

#### Risques technologiques
Le risque de transport de matières dangereuses sur la commune est lié à sa traversée par des infrastructures routières ou ferroviaires importantes ou la présence d'une canalisation de transport d'hydrocarbures. Un accident se produisant sur de telles infrastructures est susceptible d’avoir des effets graves sur les biens, les personnes ou l'environnement, selon la nature du matériau transporté. Des dispositions d’urbanisme peuvent être préconisées en conséquence.

#### Risque particulier
L’étude Scanning de Géodéris réalisée en 2008 a établi pour le département de l’Hérault une identification rapide des zones de risques miniers liés à l’instabilité des terrains. Elle a été complétée en 2015 par une étude approfondie sur les anciennes exploitations minières du bassin houiller de Graissessac et du district polymétallique de Villecelle. La commune est ainsi concernée par le risque minier, principalement lié à l’évolution des cavités souterraines laissées à l’abandon et sans entretien après l’exploitation des mines.
Dans plusieurs parties du territoire national, le radon, accumulé dans certains logements ou autres locaux, peut constituer une source significative d’exposition de la population aux rayonnements ionisants. Certaines communes du département sont concernées par le risque radon à un niveau plus ou moins élevé. Selon la classification de 2018, la commune de Lodève est classée en zone 3, à savoir zone à potentiel radon significatif.

## Toponymie
La commune a été connue sous les variantes : Loteva 2e s, (Table de Peutinger), Luteva vers 678, sedis Lodove (884), Lotevam (vers 1056), Lutevae (1107).
Le nom vient du gaulois Luteva composé de lut boue et suffixe -eva, soit « la ville bourbeuse ou du marais »,. Cette boue serait en fait cette argile appelée argilite, qui fut utilisée dès l'Antiquité pour fabriquer des poteries.

## Histoire
Lodève était la capitale des Lutevani, subdivision des Volque, puis devint la cité romaine Luteva. L'oppidum de Luteva constitue un des centres de peuplement de la Celtique méditerranéenne. La cité est élevée au rang de colonie latine[réf. souhaitée].
Comme tous les chefs-lieux des cités gauloises, elle devient le siège d'un diocèse avec des évêques qui se succèdent depuis saint Flour au IIIe siècle jusqu'à la Révolution. Sa cathédrale est devenue l'église paroissiale et son palais épiscopal est devenu la mairie.
Depuis 1987, elle est officiellement l'une des villes-étapes sur le chemin du pèlerinage de Saint-Jacques-de-Compostelle par la route d’Arles.
En 1573, Lodève fut mis à feu et à sang par Claude de Narbonne-Caylus, baron de Faugères et de Lunas, capitaine huguenot, beau-frère de Gabriel de Gep de Ginestet.

Cette cité épiscopale fut un centre textile très actif sous Louis XV. En 1726, le cardinal de Fleury, natif de la cité, lui accorda le monopole de la fourniture en draps pour les troupes royales d'infanterie.
Lors de la Révolution française, les citoyens de la commune se réunissent au sein de la société révolutionnaire, créée dès août 1789 et baptisée « société des amis de la constitution ». Avec l’écart grandissant entre le peuple et la monarchie, elle change de nom pour « société des amis de la liberté et de l’égalité ».
Lors de la Seconde Guerre mondiale, Lodève accueille des évacués, notamment de la commune d'Esch-sur-Alzette (Grand-Duché de Luxembourg), ainsi que des expulsés originaires d'Alsace-Lorraine.
Dans le contexte de la fin de la guerre d'Algérie, la commune a abrité un hameau de forestage à partir de 1962, à destination de familles de harkis. Un atelier de tissage, devenu atelier de la Savonnerie et rattaché au Mobilier national de Lodève depuis les années 1960, a été créé pour aider les épouses des anciens harkis et utiliser leur savoir-faire.
Par ailleurs, de 1863 à 1981, la ville était située à l'aboutissement de la ligne ferroviaire Vias - Lodève. Sa gare a depuis été détruite et remplacée par un centre commercial.

## Politique et administration

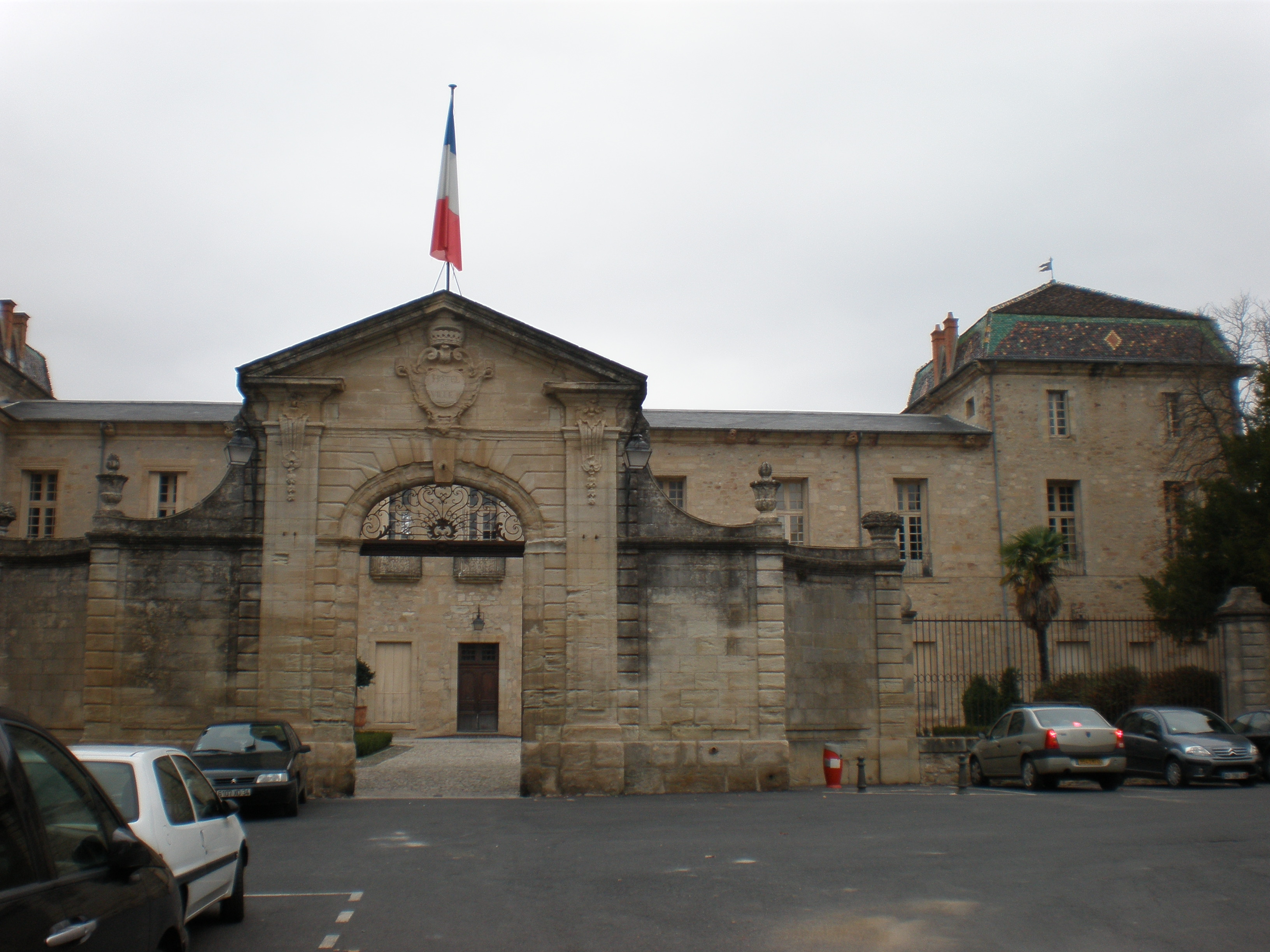
La mairie de Lodève, ancien palais épiscopal.

### Tendances politiques et résultats
Les résultats électoraux présentés dans le tableau ci-dessous démontrent une surreprésentation de la gauche radicale et dans une moindre mesure de l'extrême-droite au sein de la commune, par rapport au niveau national, au détriment des forces plus centrales.
| Scrutin             | Scrutin             | 1er tour | 1er tour    | 1er tour | 1er tour | 1er tour | 1er tour | 1er tour | 1er tour   | 1er tour | 1er tour | 1er tour   | 1er tour | 2d tour | 2d tour | 2d tour | 2d tour | 2d tour | 2d tour |
| Scrutin             | Scrutin             | 1er      | 1er         | %        | 2e       | 2e       | %        | 3e       | 3e         | %        | 4e       | 4e         | %        | 1er     | 1er     | %       | 2e      | 2e      | %       |
| ------------------- | ------------------- | -------- | ----------- | -------- | -------- | -------- | -------- | -------- | ---------- | -------- | -------- | ---------- | -------- | ------- | ------- | ------- | ------- | ------- | ------- |
| Présidentielle 2017 | Présidentielle 2017 |          | LFI         | 29,25    |          | FN       | 25,76    |          | EM         | 17,16    |          | LR         | 14,77    |         | EM      | 59,51   |         | FN      | 40,49   |
| Présidentielle 2022 | Présidentielle 2022 |          | LFI         | 35,14    |          | RN       | 25,38    |          | LREM       | 17,71    |          | REC        | 5,90     |         | LREM    | 53,42   |         | RN      | 46,58   |
| Législatives 2022   | 4e                  |          | LFI (NUPES) | 38,04    |          | RN       | 21,37    |          | LREM (ENS) | 17,55    |          | PS (diss.) | 7,64     |         | LFI     | 58,02   |         | RN      | 41,98   |
| Législatives 2024   | 4e                  |          | LFI (NFP)   | 49,79    |          | RN       | 34,66    |          | HOR (ENS)  | 13,60    |          | REC        | 1,16     |         | LFI     | 59,64   |         | RN      | 40,36   |

### Liste des maires
| Période       | Période                   | Identité                 | Étiquette        | Qualité |
| ------------- | ------------------------- | ------------------------ | ---------------- | --- |
| 1944          | 1944                      | Emmanuel Jourdan         |                  | |
| 1944          | 1947                      | Antonin Beaumes          |                  | |
| 1947          | 1948                      | Ernest Lavagne           |                  | |
| 1950          | mars 1959                 | Joseph Maury             |                  | |
| mars 1959     | mars 1967 (démission)     | Paul Coste-Floret        | MRP puis CD      | Docteur en droit, ancien ministre Député de l'Hérault (1945 → 1967) Conseiller général de Saint-Gervais-sur-Mare (1967 → 1979) Maire de Lamalou-les-Bains (1953 → 1959 et 1971 → 1979) |
| mars 1967     | mars 1971                 | Marcel Bouissac          |                  | |
| mars 1971     | mars 1989                 | Daniel Mallet            | UDF-Rad.         | |
| mars 1989     | mars 1990                 | Geneviève Siébénaler     | PS               | Directrice d'école |
| mars 1990     | juin 1995                 | Daniel Mallet            | UDF-Rad.         | Élu à la suite d'une élection municipale partielle |
| juin 1995     | mars 2008                 | Robert Lecou             | UDF puis UMP-PRV | Cadre territorial Député de l'Hérault (4e circ.) (2002 → 2012) Conseiller général de Lodève (1994 → 2002) Président de la CC du Lodévois (1995 → 2008) |
| mars 2008     | novembre 2017 (décès)     | Marie-Christine Bousquet | PS               | Directrice de maison de retraite Conseillère régionale de Languedoc-Roussillon (2004 → 2008) Conseillère générale puis départementale de Lodève (2002 → 2017) Vice-présidente du conseil départemental (2015 → 2017) Présidente de la CC Lodévois et Larzac (2008 → 2017) Maire de Saint-Étienne-de-Gourgas (1989 → 2004) |
| novembre 2017 | juillet 2020              | Pierre Leduc             | PS               | Retraité Areva, ancien premier adjoint 1er vice-président de la CC Lodévois et Larzac (2017 → 2020) |
| juillet 2020  | En cours (au 8 juin 2023) | Gaëlle Lévêque           | PS               | Comédienne Première adjointe au maire (2017 → 2020) Conseillère départementale de Lodève (2019 → ) 2e vice-présidente de la CC Lodévois et Larzac (2020 → ) |

### Jumelages
Lodève est jumelée avec :
- South Kirkby and Moorthorpe (Royaume-Uni).

## Population et société

### Démographie
Au dernier recensement, la commune comptait 7202 habitants.
| 1793  | 1800  | 1806  | 1821  | 1831  | 1836   | 1841   | 1846   | 1851   |
| ----- | ----- | ----- | ----- | ----- | ------ | ------ | ------ | ------ |
| 7 906 | 7 449 | 8 317 | 9 056 | 9 919 | 11 208 | 10 477 | 10 718 | 11 238 |

| 1856   | 1861   | 1866   | 1872  | 1876   | 1881   | 1886  | 1891  | 1896  |
| ------ | ------ | ------ | ----- | ------ | ------ | ----- | ----- | ----- |
| 12 765 | 11 864 | 10 571 | 9 464 | 10 528 | 10 185 | 9 532 | 9 060 | 8 416 |

| 1901  | 1906  | 1911  | 1921  | 1926  | 1931  | 1936  | 1946  | 1954  |
| ----- | ----- | ----- | ----- | ----- | ----- | ----- | ----- | ----- |
| 8 200 | 7 395 | 7 668 | 6 508 | 6 629 | 7 020 | 6 135 | 6 242 | 6 426 |

| 1962  | 1968  | 1975  | 1982  | 1990  | 1999  | 2004  | 2006  | 2009  |
| ----- | ----- | ----- | ----- | ----- | ----- | ----- | ----- | ----- |
| 6 869 | 7 556 | 7 910 | 8 378 | 7 602 | 6 900 | 7 400 | 7 334 | 7 361 |

| 2014  | 2019  | 2022  | - | - | - | - | - | - |
| ----- | ----- | ----- | - | - | - | - | - | - |
| 7 381 | 7 477 | 7 202 | - | - | - | - | - | - |

| selon la population municipale des années : | 1968 | 1975 | 1982 | 1990 | 1999 | 2006 | 2009 | 2013 |
| Rang de la commune dans le département      | 9    | 8    | 9    | 10   | 16   | 18   | 20   | 21   |
| Nombre de communes du département           | 343  | 340  | 343  | 343  | 343  | 343  | 343  | 343  |

### Activités culturelles

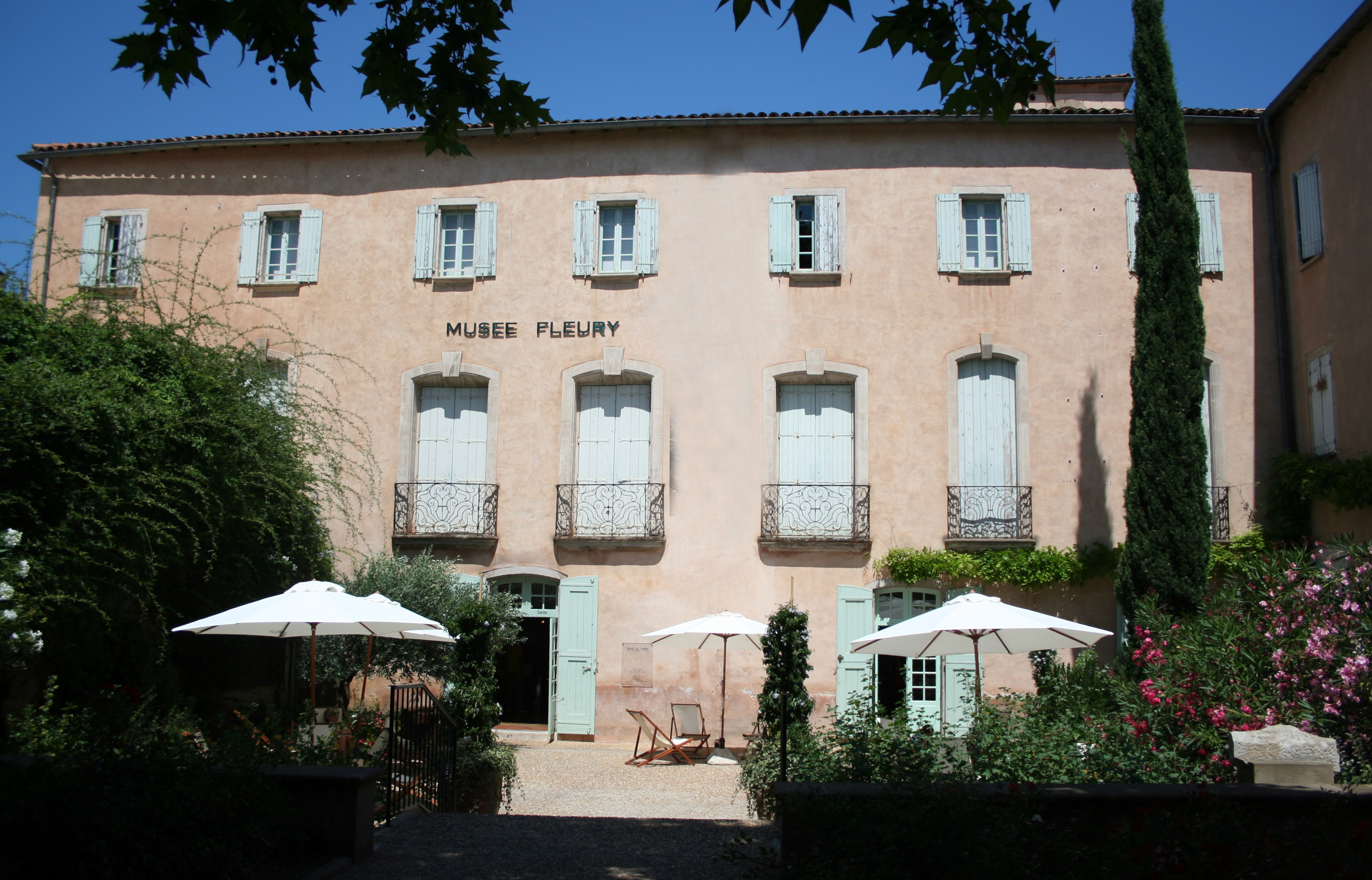
Le musée Fleury à Lodève.

- Le festival international de poésie Les Voix de la Méditerranée, fondé et dirigé par Maïthé Vallès-Bled de 1998 à 2009[44], regroupe des poètes et musiciens de tout le bassin méditerranéen.
- Les expositions estivales organisées par le Musée de Lodève, de premier ordre. Ces expositions sont l'occasion de présenter l'œuvre d'un artiste (exposition Théo van Rysselberghe[45] en 2012) ou un courant artistique (De Chirico et la peinture italienne de l'entre-deux guerres[46] en 2003) ; c'est aussi l'occasion de monter une exposition à partir d'une collection privée ou publique (Chefs-d'œuvre de la collection Oscar Ghez — Discernement et engouements[47] en 2007).

## Économie

### Revenus
En 2018, la commune compte 3 586 ménages fiscaux, regroupant 7 603 personnes. La médiane du revenu disponible par unité de consommation est de 16 560 € (20 330 € dans le département). 30 % des ménages fiscaux sont imposés (45,8 % dans le département).

### Emploi
|                | 2008   | 2013   | 2018   |
| -------------- | ------ | ------ | ------ |
| Commune        | 14 %   | 17,1 % | 13,6 % |
| Département    | 10,1 % | 11,9 % | 12 %   |
| France entière | 8,3 %  | 10 %   | 10 %   |

En 2018, la population âgée de 15 à 64 ans s'élève à 4 199 personnes, parmi lesquelles on compte 67,7 % d'actifs (54,1 % ayant un emploi et 13,6 % de chômeurs) et 32,3 % d'inactifs,. Depuis 2008, le taux de chômage communal (au sens du recensement) des 15-64 ans est supérieur à celui de la France et du département.
La commune est la commune-centre de l'aire d'attraction de Lodève,. Elle compte 3 104 emplois en 2018, contre 2 910 en 2013 et 2 880 en 2008. Le nombre d'actifs ayant un emploi résidant dans la commune est de 2 318, soit un indicateur de concentration d'emploi de 133,9 % et un taux d'activité parmi les 15 ans ou plus de 46,4 %.
Sur ces 2 318 actifs de 15 ans ou plus ayant un emploi, 1 463 travaillent dans la commune, soit 63 % des habitants. Pour se rendre au travail, 71,5 % des habitants utilisent un véhicule personnel ou de fonction à quatre roues, 3,4 % les transports en commun, 19,5 % s'y rendent en deux-roues, à vélo ou à pied et 5,6 % n'ont pas besoin de transport (travail au domicile).

### Activités hors agriculture

#### Secteurs d'activités
743 établissements sont implantés à Lodève au 31 décembre 2019. Le tableau ci-dessous en détaille le nombre par secteur d'activité et compare les ratios avec ceux du département,.
| Secteur d'activité                                                                                        | Commune | Commune | Département |
| Secteur d'activité                                                                                        | Nombre  | %       | %           |
| --- | ------- | ------- | ----------- |
| Ensemble                                                                                                  | 743     | 100 %   | (100 %)     |
| Industrie manufacturière, industries extractives et autres                                                | 62      | 8,3 %   | (6,7 %)     |
| Construction                                                                                              | 101     | 13,6 %  | (14,1 %)    |
| Commerce de gros et de détail, transports, hébergement et restauration                                    | 221     | 29,7 %  | (28 %)      |
| Information et communication                                                                              | 16      | 2,2 %   | (3,3 %)     |
| Activités financières et d'assurance                                                                      | 16      | 2,2 %   | (3,2 %)     |
| Activités immobilières                                                                                    | 24      | 3,2 %   | (5,3 %)     |
| Activités spécialisées, scientifiques et techniques et activités de services administratifs et de soutien | 82      | 11 %    | (17,1 %)    |
| Administration publique, enseignement, santé humaine et action sociale                                    | 146     | 19,7 %  | (14,2 %)    |
| Autres activités de services                                                                              | 75      | 10,1 %  | (8,1 %)     |

Le secteur du commerce de gros et de détail, des transports, de l'hébergement et de la restauration est prépondérant sur la commune puisqu'il représente 29,7 % du nombre total d'établissements de la commune (221 sur les 743 entreprises implantées à Lodève), contre 28 % au niveau départemental.

#### Entreprises et commerces
Les cinq entreprises ayant leur siège social sur le territoire communal qui génèrent le plus de chiffre d'affaires en 2020 sont : 
- Ramond Et Compagnie, commerce de gros (commerce interentreprises) de combustibles et de produits annexes (36 209 k€)
- Société Languedocienne D'Aménagements SA - Sla, construction de réseaux électriques et de télécommunications (11 761 k€)
- Alimentation Santé Collective, autres services de restauration n.c.a. (3 627 k€)
- Autocars Du Pays Lodévois, transports routiers réguliers de voyageurs (2 014 k€)
- Alimentation Santé Retail, restauration de type rapide (894 k€)

### Agriculture
La commune est dans le « Soubergues », une petite région agricole occupant le nord-est du département de l'Hérault. En 2020, l'orientation technico-économique de l'agriculture sur la commune est la polyculture et/ou le polyélevage.
|               | 1988 | 2000 | 2010 | 2020 |
| ------------- | ---- | ---- | ---- | ---- |
| Exploitations | 200  | 89   | 18   | 23   |
| SAU (ha)      | 412  | 310  | 409  | 257  |

Le nombre d'exploitations agricoles en activité et ayant leur siège dans la commune est passé de 200 lors du recensement agricole de 1988 à 89 en 2000 puis à 18 en 2010 et enfin à 23 en 2020, soit une baisse de 88 % en 32 ans. Le même mouvement est observé à l'échelle du département qui a perdu pendant cette période 67 % de ses exploitations,. La surface agricole utilisée sur la commune a également diminué, passant de 412 ha en 1988 à 257 ha en 2020. Parallèlement la surface agricole utilisée moyenne par exploitation a augmenté, passant de 2 à 11 ha.

## Culture locale et patrimoine

### Lieux et monuments
- L'ancienne cathédrale Saint-Fulcran de Lodève, place de l'Hôtel de Ville, du XIIIe siècle possède une vaste nef, un puissant clocher gothiques[53] et un orgue remarquable. L'édifice a été classé au titre des monuments historiques en 1840[54]. De nombreux objets sont référencés dans la base Palissy (voir les notices liées)[54].
- L'église Saint-Pierre-aux-Liens de Lodève, rue de Lergue, d'inspiration jésuite de style néoclassique avec fronton triangulaire en façade et coupole à la croisée du transept milieu XIXe siècle[53]. L'édifice a été inscrit au titre des monuments historiques en 2014[55].
- La Chapelle des pénitents blancs, boulevard Jean Jaurès (salle d'expositions).
- La Chapelle Notre-Dame-de-la-Salette de Saint-Martin.
- Le musée de Lodève (maison natale du cardinal de Fleury). Ce musée municipal, installé dans l'hôtel de Fleury où résidait l'ancien ministre de Louis XV, comporte une partie archéologie et minéralogie ainsi qu'une partie consacrée aux Beaux-arts. Le musée possède un nombre important d'œuvres de Paul Dardé. Il y est organisé tous les étés des expositions concentrées sur le XIXe siècle et le début du XXe siècle principalement. Il expose aussi les stèles discoïdales trouvées à Usclas-du-Bosc[53].
- Le monument aux morts pacifiste réalisé par le sculpteur Paul Dardé[53] dont les quatre femmes debout représentent, d'après l'épouse du sculpteur, « les saisons, dressées contre l'oubli »[56].
- La halle Dardé, début XIXe siècle[53].
- La manufacture de tapis de la Savonnerie, ouverte en 1967, faisant partie du Mobilier national[53].
- L'ancien palais épiscopal et actuel hôtel de ville, à côté de la cathédrale, dont les pavillons sont coiffés de toitures à brisis recouverts de tuiles vernissées à motifs géométriques à la bourguignonne[53].
- La façade de l'hôtel de la Paix, caractéristique des années 1900[53].
- La tour du portalet de côtes (monument historique) boulevard Montalangue.
- La maison natale du ferronnier d'art Benjamin Cusson, place de l'Hôtel-de-Ville, classée monument historique depuis 1930 pour son balcon en ferronnerie (XIXe siècle). Celui-ci est orné de médaillons en cuivre repoussé[57],[53].
- Le pont de Montifort, inscrit au titre des monuments historiques depuis 1964[58],[53].

Galerie du patrimoine
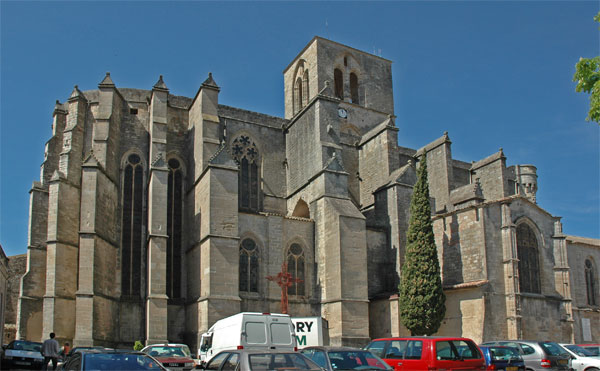
L'ancienne cathédrale Saint-Fulcran.
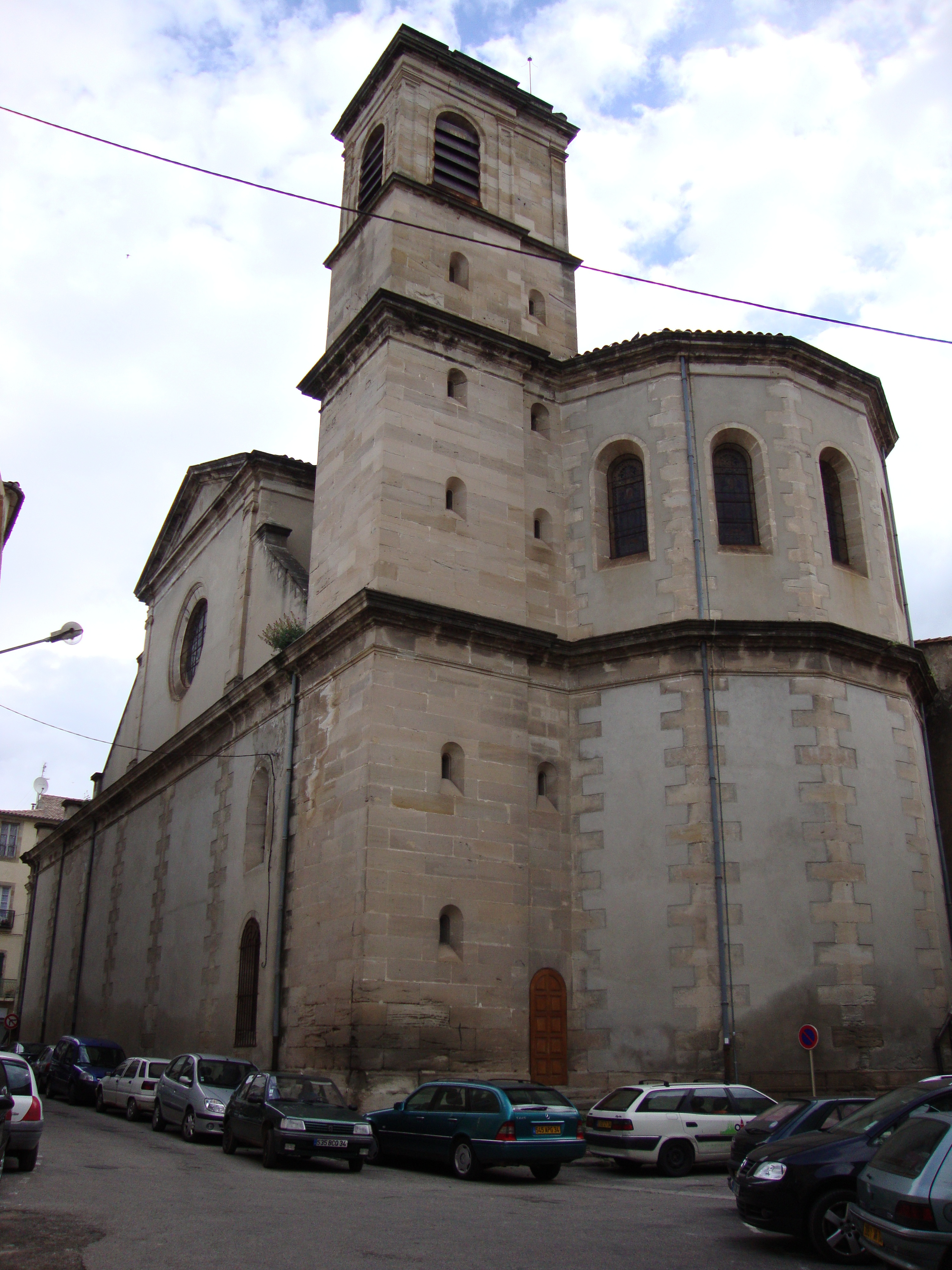
Église Saint-Pierre-aux-Liens de Lodève
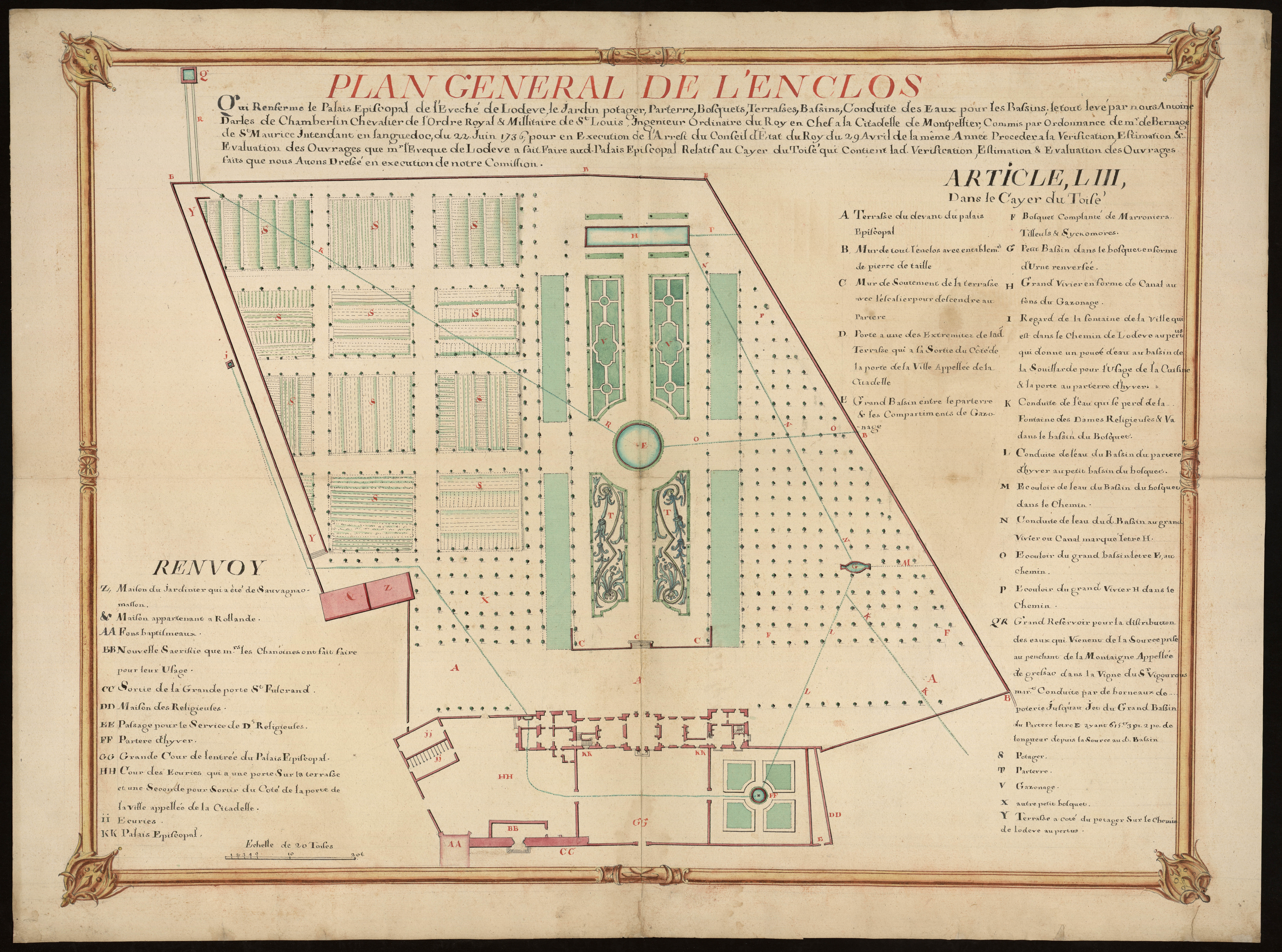
Lodève, plan de l'enclos du palais épiscopal 1736.
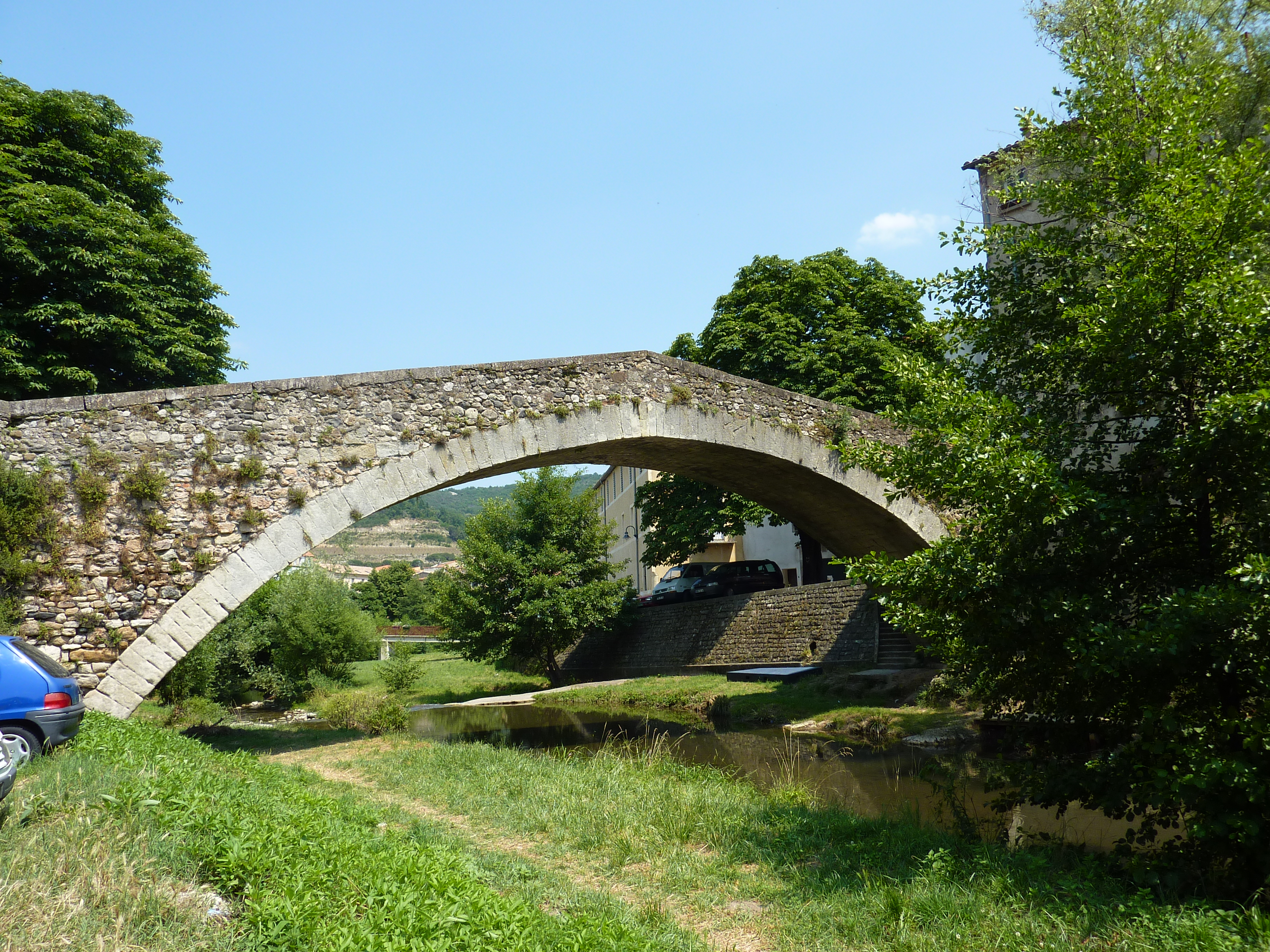
Le pont de Montifort sur la Soulondre.
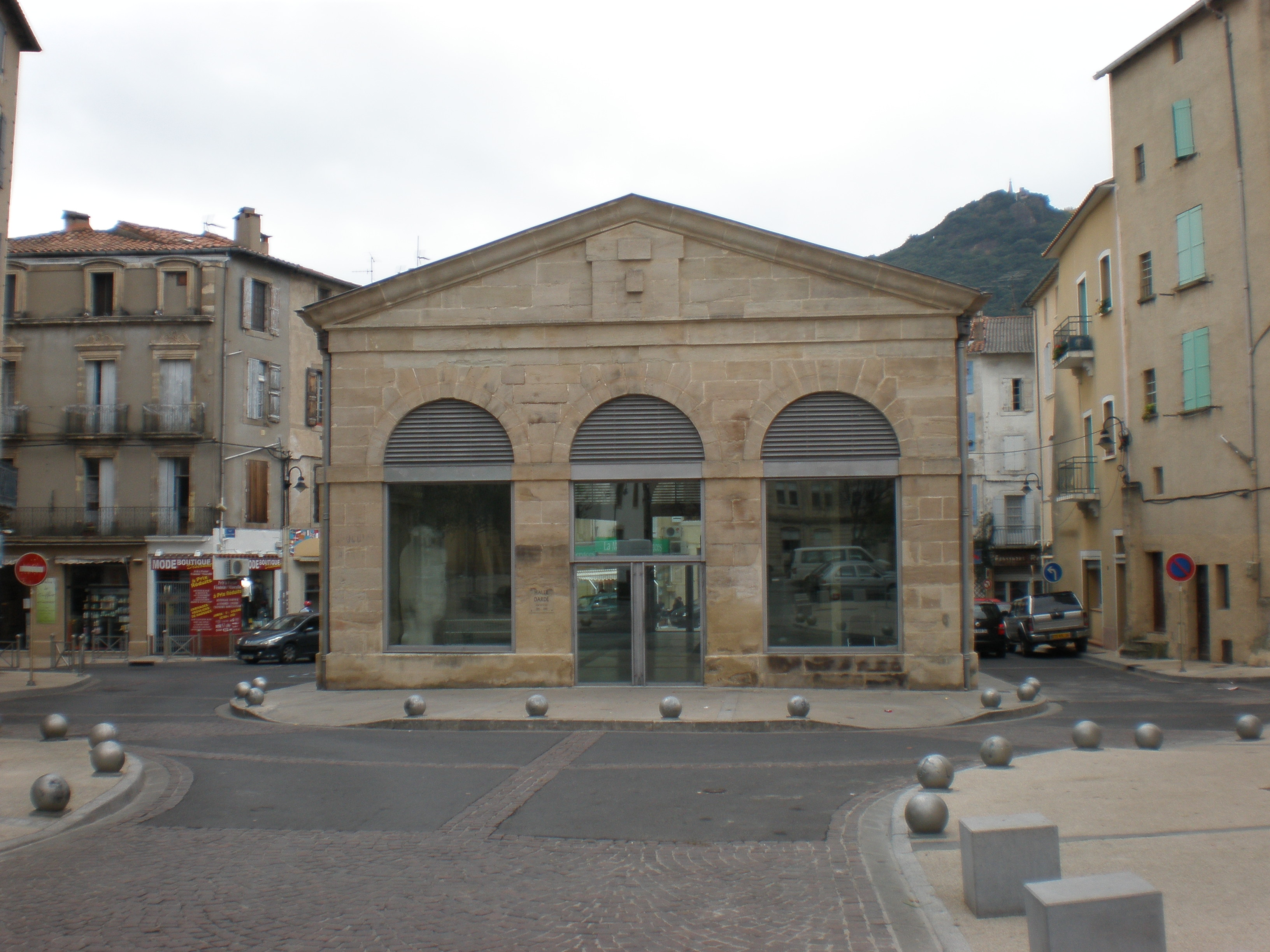
La halle Dardé.
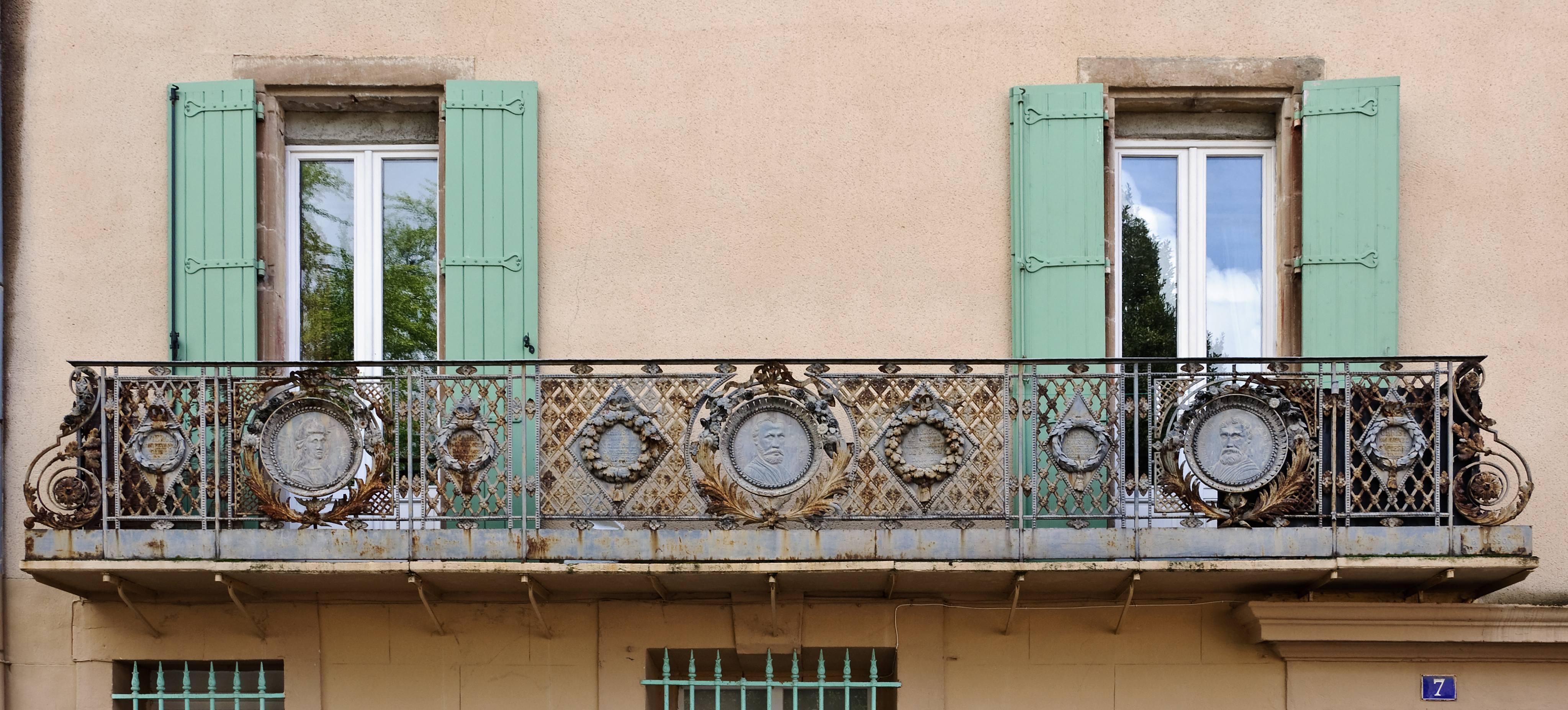
Le balcon de Cusson.

### Randonnée
- Le sentier de grande randonnée 7 reliant le ballon d'Alsace à Andorre passe par Lodève.

### Personnalités liées à la commune
- Saint Flour : évêque de Lodève au IVe siècle.
- Saint Fulcran : évêque de Lodève de 949 à 1006.
- Bernard Gui (1261-1331) : inquisiteur, évêque de Lodève de 1324 à 1331.
- Raymond Guilhem de Budos (? - 1363) : neveu de Clément V, seigneur de Clermont, Lodève, Budos, Beaumes-de-Venise, Bédoin, Caromb, Entraigues-sur-la-Sorgue, Loriol et Mormoiron, gouverneur de Bénévent, maréchal de la Cour pontificale et Recteur du Comtat Venaissin de 1310 à 1317.
- Barthélemy Luchaire (1764-1823), homme politique né et décédé à Lodève, député de l'Hérault en 1815 lors des Cent-Jours.
- Eugène Arrazat (3 octobre 1826 - 24 septembre 1883) : avocat et homme politique. Une rue porte son nom.
- François Hébrard (1877-1970), juriste et dirigeant sportif. Il est professeur de droit civil puis doyen de l’Institut catholique de Paris.
- Georges Auric (1899-1983) : compositeur de musique, membre du fameux groupe des Six.
- Guillaume Briçonnet (1470-1534) : évêque de Lodève de 1489 à 1519, évêque de Meaux de 1516à1534, réformateur, fondateur du Cénacle de Meaux.
- Auguste Calvet (1843-1921) : sénateur de la Charente-Maritime.
- Michel Chevalier (1806-1879) : économiste et homme d’État, négociateur et signataire du Traité de Commerce de 1860 instituant le libre échange entre la France et l’Angleterre (précurseur du Marché Commun).
- Jean Louis Conneau (1880-1937) : aviateur et promoteur des grands raids aériens.
- Benjamin Cusson (1799-1875) : maître ferronnier et chalcographe, auteur de la Croix de Peyrou à Montpellier. À Lodève, il a notamment réalisé des ouvrages pour la cathédrale Saint-Fulcran[59].
- Paul Dardé (1888-1963) : sculpteur et tailleur de pierre.
- Cardinal André Hercule de Fleury (1653-1743) : précepteur puis ministre d’État de Louis XV.
- Joseph Galtier, 2 avril 1867 - 26 septembre 1925, homme de lettres. Une rue porte son nom.
- Germain Martin : membre de l'Institut de France, plusieurs fois ministre des finances, savant économiste.
- Jacques Martin de Lagarde, général de la Révolution et de l'Empire. Une rue porte son nom.
- Auguste Maurel (1841-1899) : ancien député du Var, sous-préfet à Toulon et Lodève.
- Francis Morand (1915-1945) : résistant et déporté.
- Jean de Plantavit de la Pause (1579-1651) : évêque de Lodève de 1625 à 1646, historien, spécialistes des langues sémitiques.
- Paul Leroy-Beaulieu : membre de l'Institut de France. Un des fondateurs de la Science des finances.
- Barthélémy Roger (1767-1841) : graveur de l'œuvre de Copia, de Pierre-Paul Prud'hon, élève de Jacques-Louis David.
- Pierre Ramadier (1902-1983) : champion de France de saut à la perche de multiples fois.
- Vincent Raymond ( ? -1547) : miniaturiste papal né à Lodève.
- Joseph Vallot (1854-1925) : savant et mécène de la science, alpiniste, fondateur et directeur du premier observatoire du Mont-Blanc.
- Léon Vitalis (1826-1879) : homme politique.
- Ali Podrimja (1942-2012) : poète kosovar.

## Galerie

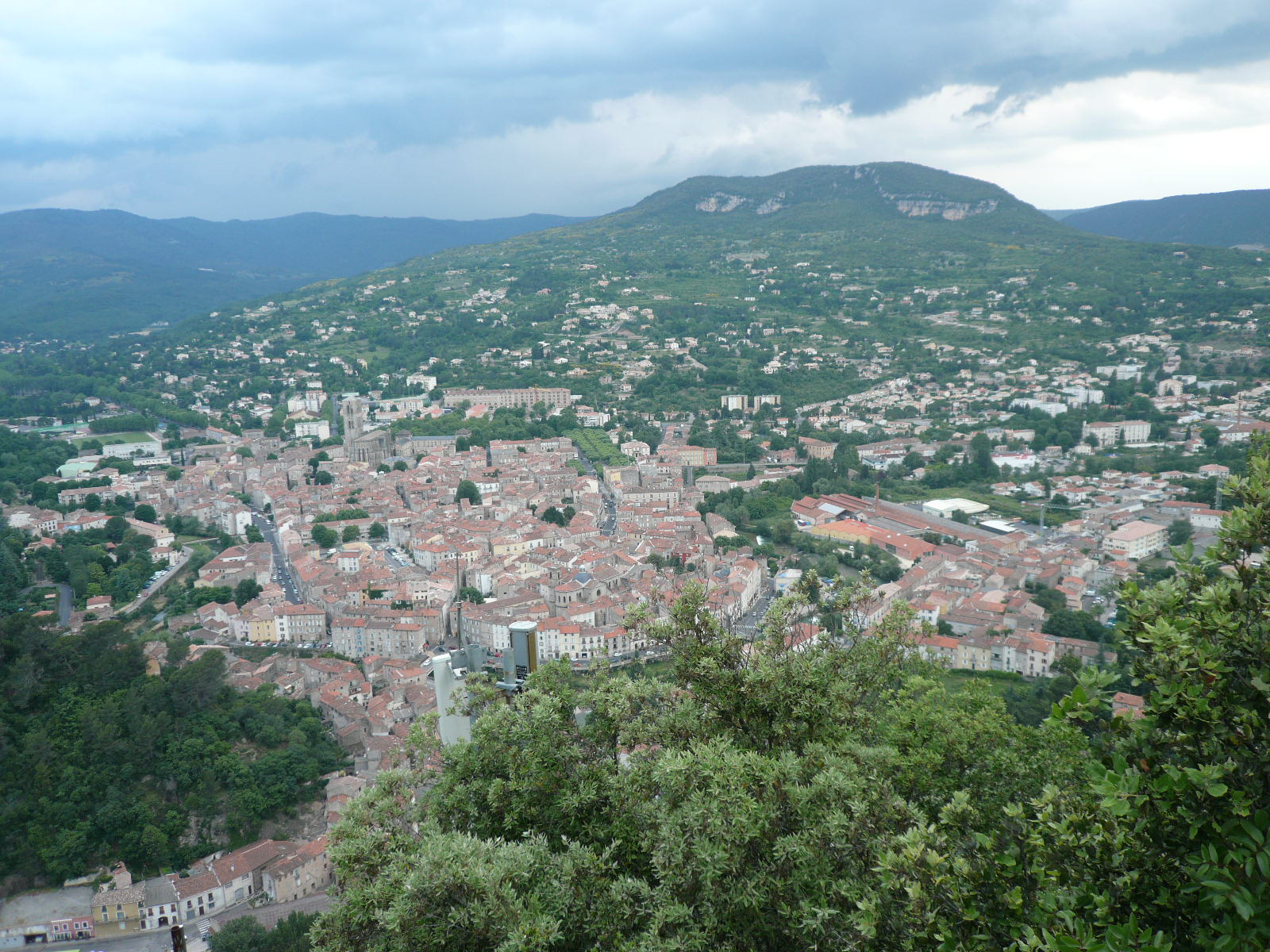
Vue d'ensemble sur Lodève.
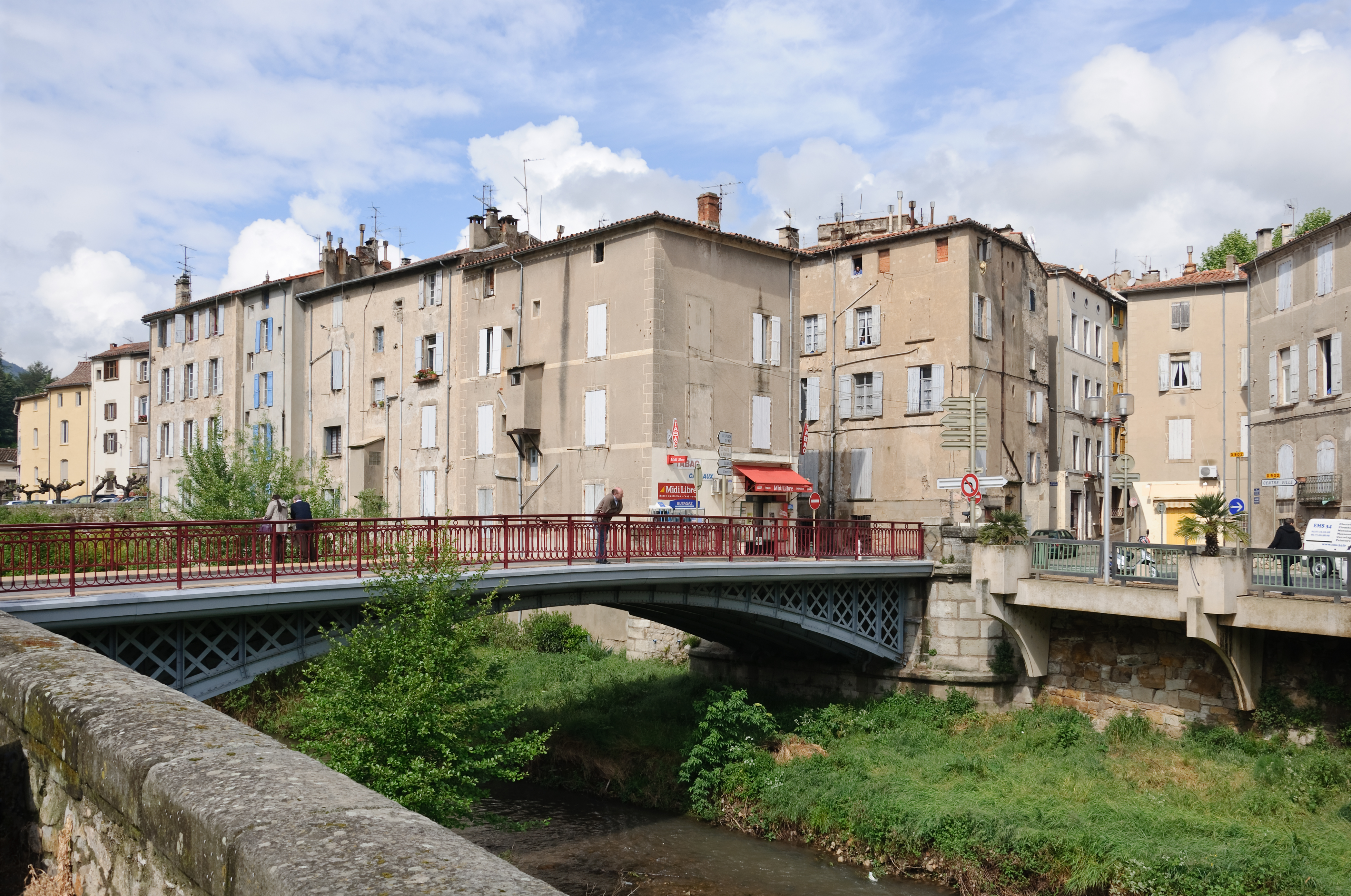
Lodève, vue au niveau du Pont de Fer.
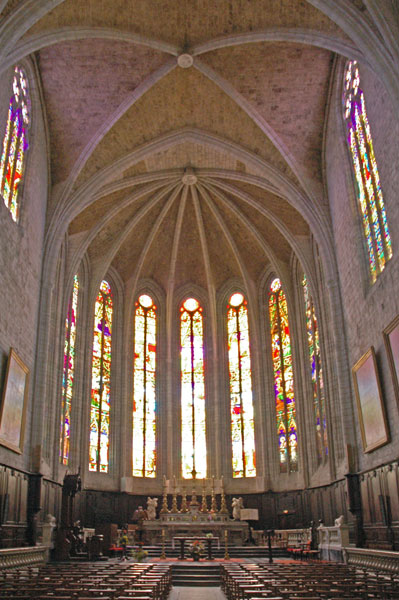
Vitraux du chœur de la cathédrale Saint-Fulcran de Lodève.
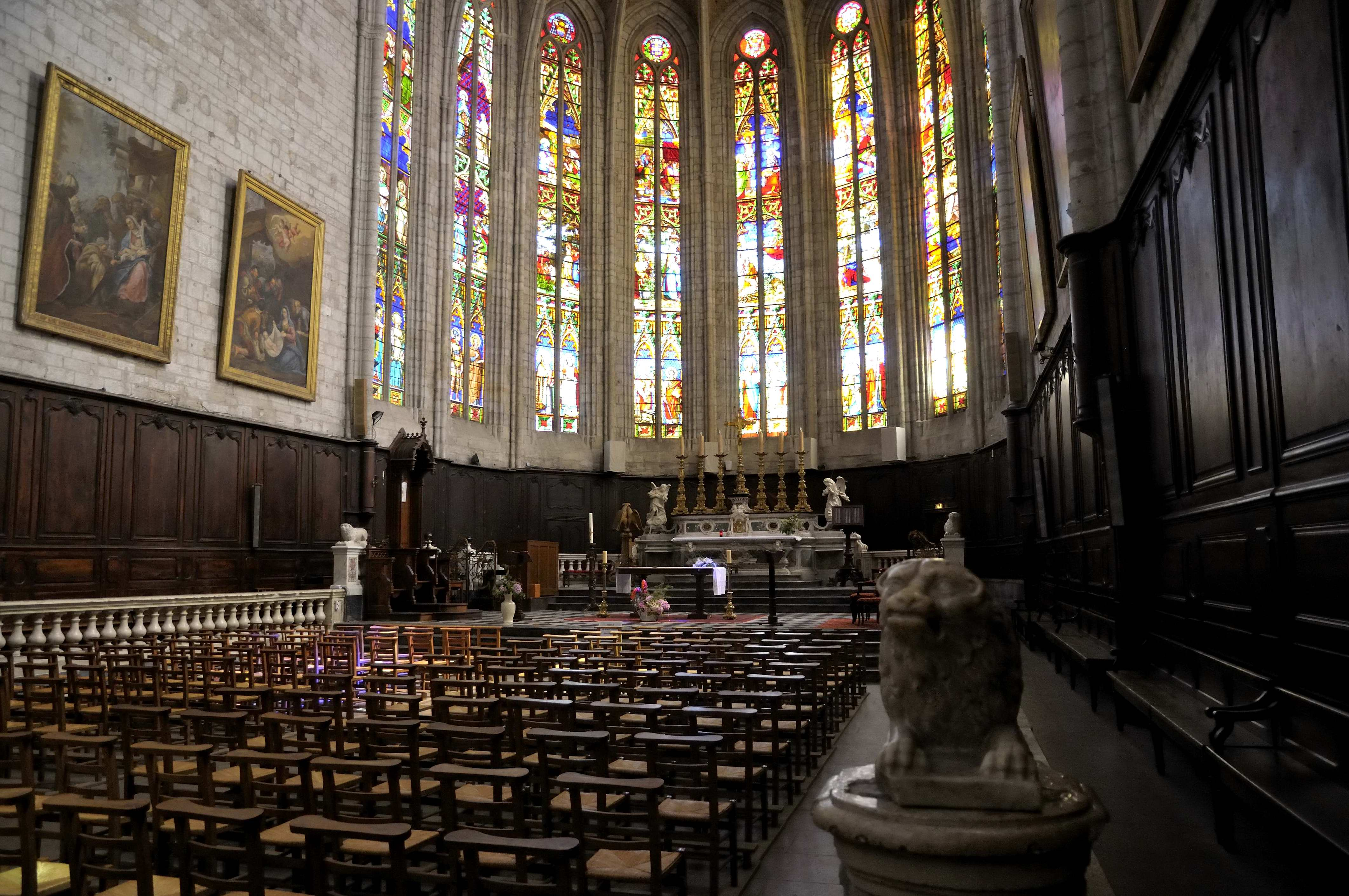
Intérieur de la cathédrale.
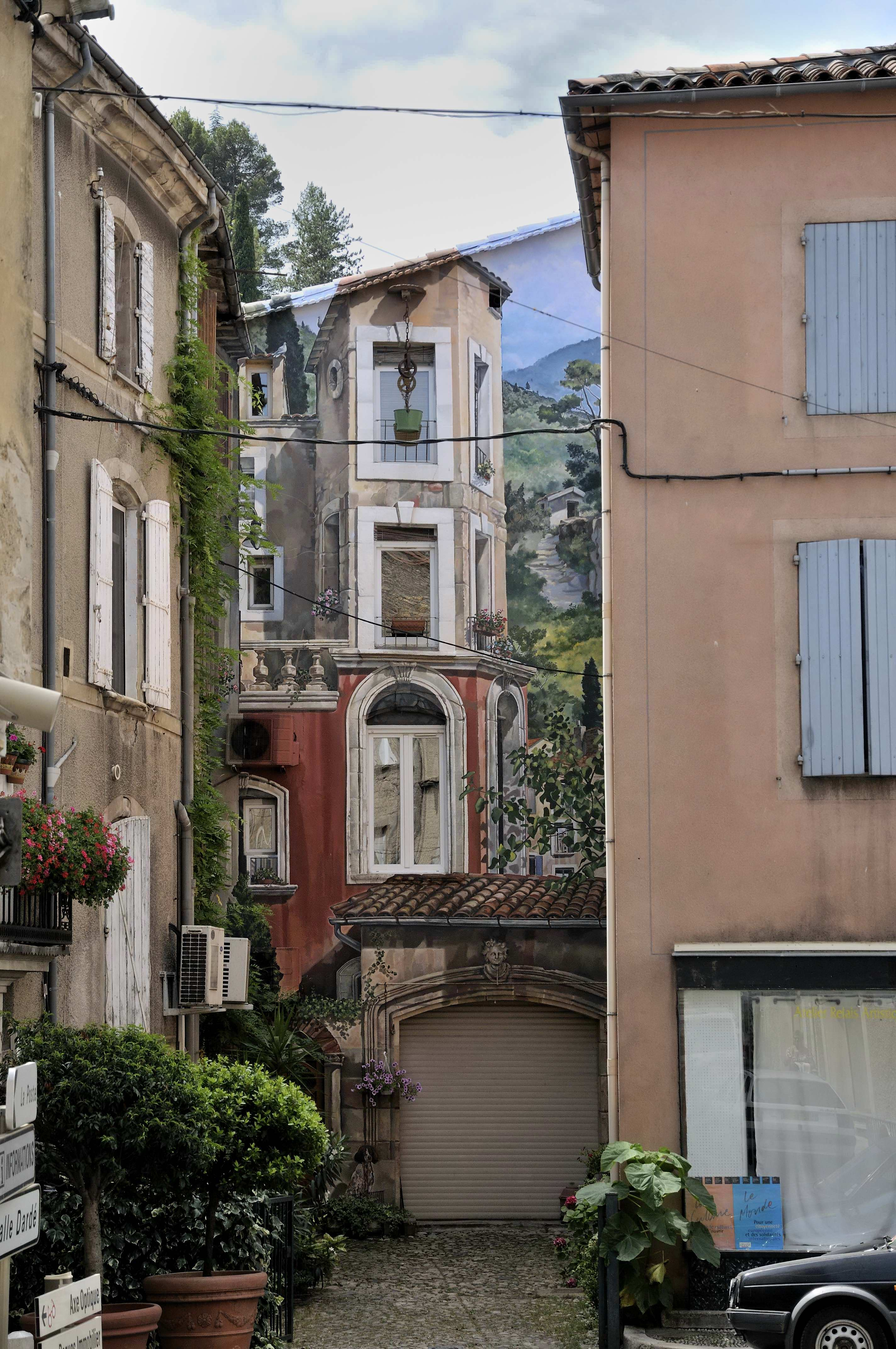
Façade en trompe-l'œil.

### Héraldique
|  | Les armoiries de Lodève se blasonnent ainsi : d'azur à la croix cantonnée au premier d'une étoile, au deuxième d'un croissant, au troisième d'une lettre L capitale, au quatrième d'une lettre D capitale, le tout d'or, sur le tout d'azur à une fleur de lys aussi d'or. |